# Mariage Frères

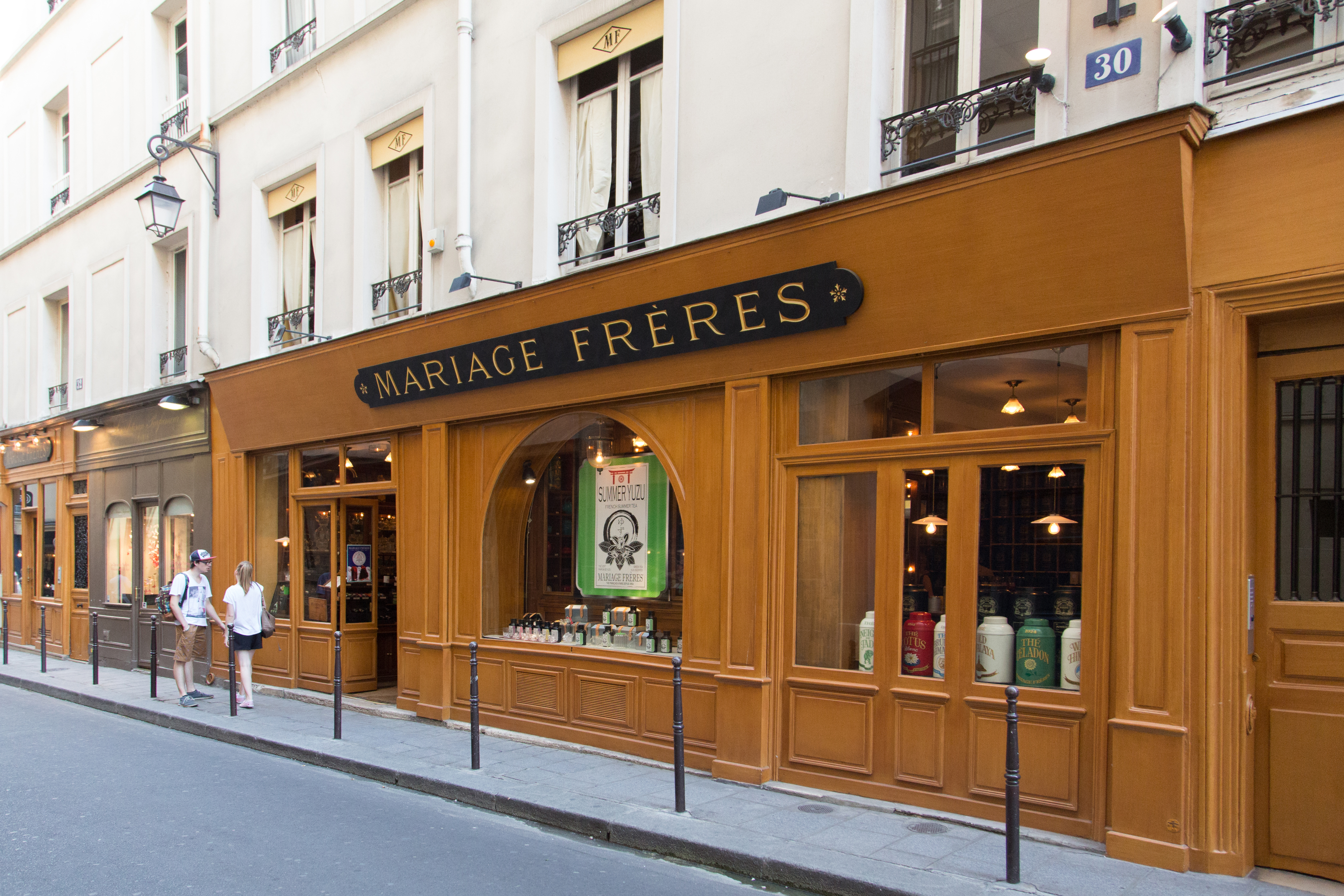
Mariage Frères, 30 Rue du Bourg-Tibourg, Paris.

Mariage Frères ist ein französischer Hersteller von Teemischungen mit Sitz in Paris.
Die Handelskette wurde von Henri und Édouard Mariage am 1. Juni 1854 gegründet. Am Anfang handelte es sich um einen Teeimporteur. 1983 hat Marthe Mariage, Henris Enkelin, zwei Teeexperten beschäftigt, Kitti Cha Sangmanee und Richard Bueno. Zusammen eröffneten sie Maisons de Thé oder Teehäuser und Teeläden in Paris. Heute sind vier Maisons de Thé und ein Tea Emporium in Paris zu finden. Auch in anderen Städten zusammen mit Lafayette, Printemps und Bon Marché, sind die Tees von Mariage Frères zu bekommen: Lille, Lyon, Marseille und Toulon.
Ab 1990 öffnet sich auch Geschäfte in Japan, Tokio, Kōbe, Yokohama, Osaka, Kyōto und Nagoya. In den USA ist Mariage Frères seit 1999 vertreten.
Zusammen mit Galeries Lafayette Berlin, folgt in 2007 auch Deutschland mit Berlin und in 2009 in Hamburg.
Das ermöglicht den Verkauf von 650 Teesorten aus 36 Ländern. Neben Teemischungen werden weitere Waren wie Duftkerzen, Schokoladewaren, Teekannen, Bonbons vertrieben.
Heute ist Mariage Frères in über 60 Ländern und zahlreichen Metropolen zu bekommen: New York, Los Angeles, Sankt-Petersburg, Sydney, Singapur, in den Hotels Ritz in Paris, Claridge’s in London, La Mamounia in Marrakesch und l’Oriental in Bangkok. Teegetränke von Mariage Frères sind auch in der First Class von Japan Airlines erhältlich.